# A. Schaaffhausen’sches Bankpalais

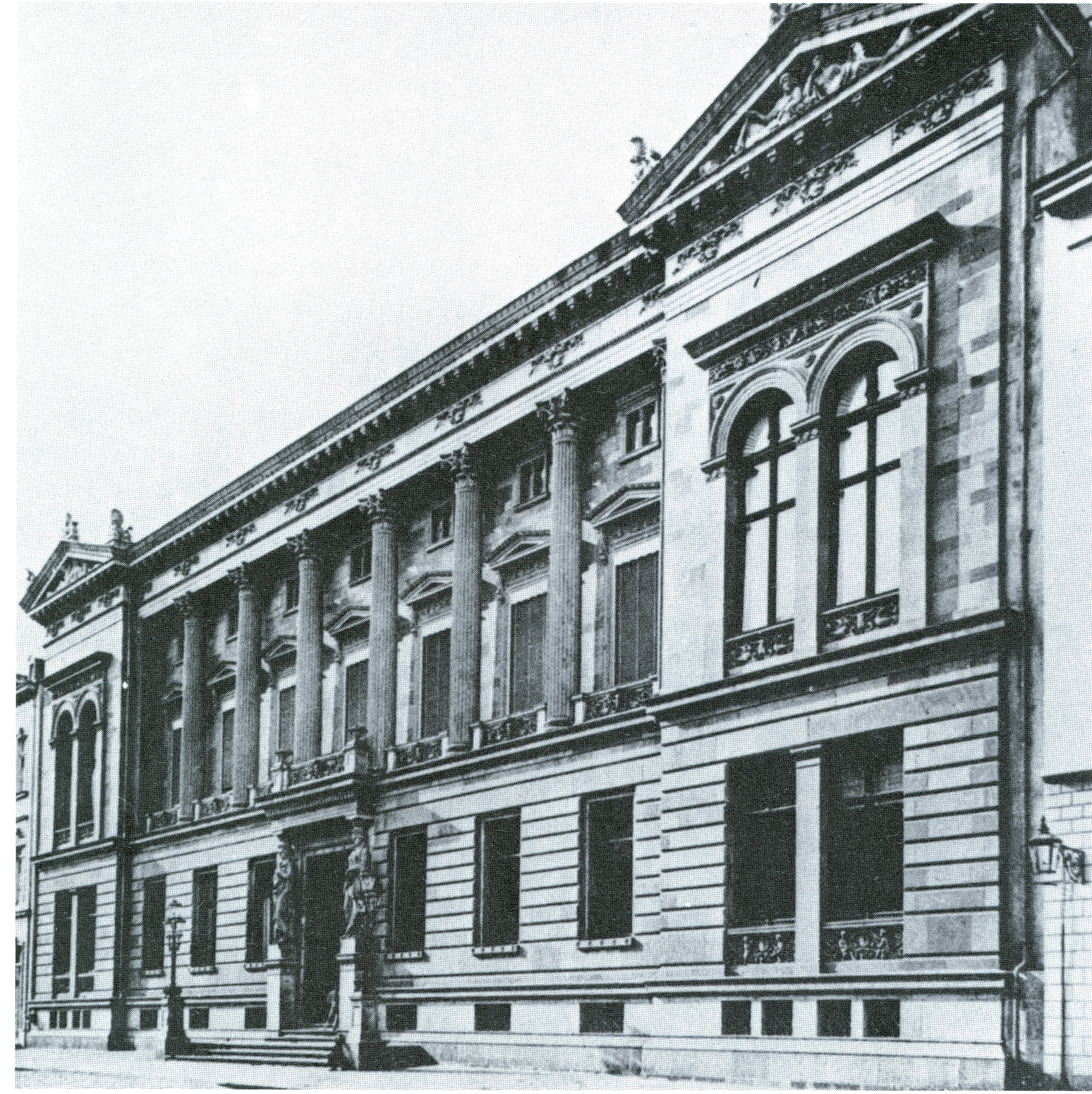
A. Schaaffhausen’sches Bankpalais, um 1880

Das A. Schaaffhausen’sche Bankpalais, Unter Sachsenhausen 4 in Köln, war das Bankgebäude des A. Schaaffhausen’schen Bankvereins, einer in der Gründerzeit für das Rheinland und das rheinisch-westfälische Industriegebiet bedeutenden Bank. Das 1859–1862 durch den Kölner Architekten Hermann Otto Pflaume errichtete Gebäude gilt architekturgeschichtlich als „Musterbeispiel eines Bankbaus aus der Zeit der zweiten Bankentwicklungsphase“. Es wurde am 22. August 1863 eröffnet, 1902 umgebaut und im Zweiten Weltkrieg zerstört.

## Beschreibung
Das Haus zeigte „eindeutig palastartige Grundzüge“, wies aber auch eine „beträchtliche Ausdehnung des Geschäftsbereiches innerhalb des Gebäudes“ auf. Die Fassade des dreigeschossigen Baus war in neun Achsen eingeteilt, wovon Seitenrisalite jeweils eine Achse beanspruchten. Die Mittelachse zeigte bis zum Umbau 1902 ein von Karyatiden flankiertes Portal. Nach dem Umbau hatte das Gebäude zwei Eingänge, in jedem Seitenrisalit jeweils einen, der von Karyatiden flankiert war. Darüber befand sich ein Balkon. Der frühere Haupteingang in der Mitte wurde zugemauert. 
Die Karytiden hatten Attribute wie Buch und Pinsel als Allegorie der Wissenschaft und Künste. In den Giebelfeldern befanden sich männliche Figuren als Allegorien der Industrie und des Handels. Über dem rustizierten Erdgeschoss erhoben sich die beiden Obergeschosse, die durch korinthische Säulen in Kolossalordnung zusammengefasst wurden. Der große Festsaal im Wohnbereich des Bankpalais zeigte einen breiten Puttenfries. Vier Themen waren hier zu erkennen: Weinbau und Baukunst, Handwerk und Ackerbau, Handel und Technik sowie Kunst und Wissenschaft.
Mit der Zusammensetzung klassizistischer Formen mit denen der italienischen Renaissance war eine „Anknüpfung an die ferne Vergangenheit der Banken“ beabsichtigt. So erinnert die klassizistische Architektur an die „Tempelbank der Antike“. Die Formensprache der italienischen Renaissance knüpft an die Architektur der Renaissance-Palazzi der großen florentinischen Bankiers an.